# Hydrellia nigroquadrimaculata
Hydrellia nigroquadrimaculata är en tvåvingeart som beskrevs av Giordani Soika 1956. Hydrellia nigroquadrimaculata ingår i släktet Hydrellia och familjen vattenflugor. Inga underarter finns listade i Catalogue of Life.